# Lysvik
Lysvik è un'area urbana della Svezia situata nel comune di Sunne, contea di Västra Götaland.
La popolazione rilevata nel censimento 2010 era di 341 abitanti .